# 용사 파티에서 추방된 비스트테이머, 최강종의 고양이귀 소녀와 만나다
《용사 파티에서 추방된 비스트테이머, 최강종의 고양이귀 소녀와 만나다》(일본어: 勇者パーティーを追放されたビーストテイマー、最強種の猫耳少女と出会う)는 후카야마 스즈가 짓고, 호토 소우카가 삽화를 그림 일본의 라이트 노벨 소설 작품이다. 
2018년 6월부터 소설 투고 사이트 「소설가가 되자」에서 연재되었던 작품으로 2019년 5월부터 K라노벨북스(고단샤)에서 문고판이 간행되었다. 대한민국에서는 전자책으로만 나오고 있다.